# Eupithecia disformata
Eupithecia disformata es una especie de polilla de la familia Geometridae. La especie fue descrita por primera vez por Paul Dognin habiendo sido descrita en 1893, con distribución en Ecuador. El holotipo de la especie fue descrita en los alrededores de Loja.

## Descripción
Es una polilla pequeña con una envergadura de 17 milímetros (0,7 plg). El ala atnerior en su parte superior es de color gris leonado, con patrones marrones y el ala de forma algo triangular pero con borde terminal redondeado. Éstas constan de un punto celular bien marcado, marrón, unas sombras mal definidas en la localización de las extracelulares y subterminales y unas líneas terminales entre las venas. La franja, concolora, es como doble; la mitad interior es gruesa y cortada de color negro en los extremos de las costillas; la segunda mitad más ligera. La Parte superior de las alas posteriores es blanca con una serie de líneas marrones a lo largo del borde abdominal; estas líneas se detienen en el medio del ala. Cuenta con flecos marrones cortados con blanco en la parte superior, de color blanco con algunos vellos marrones en la parte inferior.
Parte inferior de las cuatro alas de color blanco grisáceo, con una serie de líneas de color marrón verdoso paralelas a los bordes y un punto celular a los superiores. Los palpos son de gran tamaño, alargados y peludos, amarillos al igual que la cabeza y el cuello. Las antenas son pubescentes. El cuerpo es marrón con patas amarillas y grises.